# انتخابات المجلس الوطني الاتحادي 2015
انتخابات المجلس الوطني الاتحادي هي انتخابات تجرى للدورة الثالثة على التوالي منذ عام 2006م.
وانطلقت الانتخابات الساعة الثامنة في يوم السبت 3 أكتوبر 2015 وموزعة على 36 مركز انتخابي في أنحاء الإمارات العربية المتحدة استمرت حتى الساعة التاسعة مساءً بعد تمديدها ساعة. وبلغت نسبة المشاركة فيها 35.29% من أعداد الناخبين بمشاركة 79157 ناخب من أصل 224,279 عضو يمثلون الهيئات الانتخابية في جميع إمارات الدولة

## نظام التصويت
تم اعتماد نظام جديد في عملية التصويت يعرف بنظام "الصوت الواحد"، والذي يقضي بأن لا يكون للناخب سوى اختيار مرشح واحد، وذلك دون النظر إلى عدد المرشحين المطلوب انتخابهم في الإمارة التي ينتمي إليها

## التصويت خارج الدولة
اختتمت في 21 سبتمبر 2015 وفي 94 مركزاً انتخابياً موزعة على معظم مقار السفارات والبعثات الدبلوماسية لدولة الإمارات العربية المتحدة المنتشرة في دول العالم، عملية التصويت خارج الدولة التي ابتدأت في المركز الانتخابي في نيوزيلندا وانتهت في المركز الانتخابي في لوس انجلوس، حيث أغلقت صناديق الانتخاب في تمام الساعة السادسة مساء حسب التوقيت المحلي لكل دولة.
وشهدت المراكز الانتخابية في دول ألمانيا والولايات المتحدة الأمريكية وبريطانيا مشاركة أكبر عدد من الناخبين المصوتين في الخارج. حيث صوّت 280 ناخب وناخبة في المراكز الانتخابية في جمهورية ألمانيا، و255 ناخب وناخبه في الولايات المتحدة الأمريكية، و95 ناخب وناخبة في بريطانيا، وذلك من أصل 1389 من مجموع الناخبين الذين شاركوا في الانتخابات خارج الدولة في 94 مركز انتخابي في مقار سفارات وبعثات الدولة.

## الانتخابات المبكرة
انتخابات أجريت بتاريخ 28 سبتمبر واستمرت لمدة ثلاثة أيام وأسفرت عن اقتراع 17.4% من إجمالي الهيئة الانتخابية.

## لجنة الفرز
ستحداث "لجنة الفرز"، وهي لجنة مركزية تُشكل برئاسة رئيس اللجنة الوطنية، وعضوية من يرى الاستعانة بهم من ذوي الخبرة والاختصاص، حيث تناط بهذه اللجنة المهام التالية: إجراء عملية الفرز باستخدام الطرق الفنية المتبعة في نظام التصويت الإلكتروني، ومن ثم إعلان نتيجة الفائزين في الانتخابات بالنسبة للحاصلين على أعلى الأصوات بحسب عدد المرشحين المطلوب انتخابه في الإمارة. كما تتولى هذه اللجنة تحديد أعضاء قائمة الاحتياط في كل إمارة مرتبين بحسب عدد الأصوات التي حصل عليها كل منهم

## مقار لجان الإمارات
تم تحديد مقر لجنة إمارة أبوظبي في مبنى غرفة تجارة وصناعة أبوظبي في منطقة الكورنيش بأبوظبي أما لجنة إمارة دبي فقد تم تحديد مقرها في مركز دبي التجاري العالمي ..وفي إمارة الشارقة تم تحديد المجلس الاستشاري لإمارة الشارقة كمقر للجنة في حين لجنة إمارة عجمان سيكون مقرها في متحف عجمان وبقاعة حميد بن راشد وفي أم القيوين سيكون مقر اللجنة في المجلس التنفيذي للإمارة ..أما مقار لجنة إمارة الفجيرة فسيكون في غرفة صناعة وتجارة الفجيرة وفي رأس الخيمة سيكون مركز وزارة الثقافة والشباب وتنمية المجتمع مقرا للجنة الإمارة

## أسماء الفائزين
أسفرت نتائج انتخابات المجلس الوطني الاتحادي التي اعلنت اليوم عن فوز كل من
| م  | الاسم                                   | مجموع الأصوات | الإمارة    |
| -- | --------------------------------------- | ------------- | ---------- |
| 1  | خليفة سهيل المزروعي                     | 2167          | أبو ظبي    |
| 2  | مطر بن عميرة الشامسي                    | 1634          | أبو ظبي    |
| 3  | سعيد صالح الرميثي                       | 1597          | أبو ظبي    |
| 4  | صالح مبارك بن عثعيث                     | 1382          | أبو ظبي    |
| 5  | حمد أحمد الرحومي                        | 2076          | دبي        |
| 6  | مروان أحمد بن غليطة المهيري             | 961           | دبي        |
| 7  | خالد أحمد علي بن زايد                   | 722           | دبي        |
| 8  | جمال محمد مطر الحاي                     | 672           | دبي        |
| 9  | جاسم عبد الله النقبي                    | 787           | الشارقة    |
| 10 | سالم عبيد الشامسي                       | 644           | الشارقة    |
| 11 | محمد علي سيف الكتبي                     | 519           | الشارقة    |
| 12 | حمد عبد الله سعيد عبد الله غليطة الغفلي | 723           | عجمان      |
| 13 | سالم عبد الله حمد راشد الشامسي          | 458           | عجمان      |
| 14 | خلفان عبد الله سالم حميد آل علي         | 382           | أم القيوين |
| 15 | عبيد حسن حميد بن ركاض آل علي            | 372           | أم القيوين |
| 16 | سالم علي أحمد علي الشحي                 | 2037          | رأس الخيمة |
| 17 | أحمد يوسف محمد النعيمي                  | 1358          | رأس الخيمة |
| 18 | ناعمة عبد الله سعيد الشرهان             | 1004          | رأس الخيمة |
| 19 | محمد أحمد محمد أحمد اليماحي             | 912           | الفجيرة    |
| 20 | أحمد محمد مبارك عبد الله الحمودي        | 546           | الفجيرة    |

## نسبة المشاركة
| م | الإمارة    | عدد الناخبين |
| - | ---------- | ------------ |
| 1 | أبوظبي     | 35046 صوتا   |
| 2 | دبي        | 11760 صوتا   |
| 3 | الشارقة    | 9585 صوتا    |
| 4 | عجمان      | 2965 صوتا    |
| 5 | أم القيوين | 2882 صوتا    |
| 6 | رأس الخيمة | 11444 صوتا   |
| 7 | الفجيرة    | 5475 صوتا    |

## الوصلات الخارجية
- اللجنة الوطنية للانتخابات